# Albert Alcalay
Albert Alcalay (París, 17 de agosto de 1917-Boston, 29 de marzo de 2008) fue un artista abstracto estadounidense de origen serbio. Estuvo especializado en el expresionismo abstracto.

## Biografía
Nació en París en 1917, hijo de Samuel y Lepa Alcalay, ambos nacidos en Serbia. En vísperas del estallido de la Primera Guerra Mundial, su padre, un banquero, fue trasladado de Belgrado a París y, cuando terminó la guerra, la familia regresó a Belgrado. Allí, mientras asistía a la escuela secundaria, el joven Albert fue aprendiz y posteriormente comenzó a estudiar arquitectura. Cuando comenzó la Segunda Guerra Mundial, se unió al ejército yugoslavo.
No pasó mucho tiempo antes de que Yugoslavia se rindiera y se convirtiera en prisionero de guerra en el campo de internamiento de Ferramonti. Al recuperar la libertad se instaló en Roma, donde comenzó a pintar. En 1951, él y su esposa Vera se mudaron a Estados Unidos. Tuvo su primera exposición individual en la Galería Swetzoff en 1952. En 1959, fue becario Guggenheim. Enseñó en la Universidad de Harvard, de 1960 a 1982. Su obra se encuentra en las colecciones permanentes del Museo de Arte Moderno de Nueva York, el Museo de Arte Fogg de Cambridge, el Museo de Arte Moderno de Roma, Colby College, Simmons College, Smith College y la Universidad de Massachusetts, entre otros. Vivía en Martha's Vineyard.
La historia de la huida de Alcalay de los nazis alemanes y los fascistas italianos, su desarrollo como pintor, su inmigración a los Estados Unidos, donde se convirtió en uno de los fundadores del Departamento de Estudios Visuales y Ambientales (VES) de Harvard, y su lucha por permanecer creativo a pesar de graves problemas de salud, se cuenta en una nueva película, "Albert Alcalay: Self Portraits", estrenada en enero de 2004 en el Harvard Film Archive. La película se puede ver en Vimeo.